# Шурайоки
Шурайоки — река в России, протекает по территории Лоухского района Карелии. Левобережный приток реки Ковды. Высота устья — 109,5 м над уровнем моря. Длина реки — 3,2 км.
Имеет левый приток — Малую Койгеру.
Река берёт начало из ламбины без названия на высоте 175,2 м над уровнем моря.

## Данные водного реестра
По данным государственного водного реестра России относится к Баренцево-Беломорскому бассейновому округу, водохозяйственный участок реки — Ковда от истока до Кумского гидроузла, включая озёра Пяозеро, Топозеро. Речной бассейн реки — бассейны рек Кольского полуострова и Карелии, впадает в Белое море.